# Zorec
Zorec je priimek več znanih Slovencev: 
- Adolf Zorec (1900—1977), zdravnik, glasbenik?
- Barbara Sterle Zorec, farmacevtka
- Branko Zorec (1952—1994), kipar
- Črtomir Zorec (1907—1991), književnik, prešernoslovec, tekstilni strokovnjak, muzealec
- Drago Zorec (1945—2015), tiskar, inovator
- Franc Zorec (1854—1930), duhovnik in karikaturist, ilustrator
- Franc Zorec, dr., rimskokatoliški duhovnik
- Ivan Zorec  (1880—1952), pisatelj in prevajalec
- Janez Zorec (*1948), astrofizik
- Marco Zorec  (*1990), avstrijski hokejist
- Marjeta Zorec, pisateljica ...
- Maruša Zorec (*1965), arhitektka, prof. FA
- Matej Zorec, arhitekt, oblikovalec unikatnih ur
- Metka Zorec (*1975), učiteljica jezikov, predsednica Učiteljskega združenja Slvoenije
- Mihael Zorec (*1965), urednik, prevajalec, fotograf, avtor knjig (Naravoslovna delavnica, Digitalna temnica ...)
- Miha Zorec (*1986), kolesar
- Petja Zorec, modna oblikovalka
- Robert Zorec (*1958), biolog, patofiziolog, akademik
- Sabina Zorec (*1979), socialna delavka
- Tinkara Zorec (Tinkara Fortuna), pevka